# Ganbare Goemon: Tōkai Dōchū Ōedo Tengu ri Kaeshi no Maki
Ganbare Goemon: Tōkai Dōchū Ōedo Tengu ri Kaeshi no Maki (がんばれゴエモン～東海道中 大江戸天狗り返しの巻～?) es un videojuego de acción-aventura perteneciente a la serie Ganbare Goemon publicado para Nintendo DS el 23 de junio de 2005.